# Chetryrus raffrayi
Chetryrus raffrayi es una especie de coleóptero de la familia Endomychidae.

## Distribución geográfica
Habita en Zanzíbar (Tanzania).